# Omiodes xanthodysana
Omiodes xanthodysana là một loài bướm đêm trong họ Crambidae.